# Dschahrom (Verwaltungsbezirk)
Dschahrom (persisch شهرستان جهرم) ist ein Schahrestan in der Provinz Fars im Iran. Er enthält die Stadt Dschahrom, welche die Hauptstadt des Verwaltungsbezirks ist. 

## Kreise
- Zentral (بخش مرکزی)
- Simkan (بخش سیمکان)
- Kordian (بخش کردیان)

## Demografie
Bei der Volkszählung 2016 betrug die Einwohnerzahl des Schahrestan 228.532. Die Alphabetisierung lag bei 87 Prozent der Bevölkerung. Knapp 71 Prozent der Bevölkerung lebten in urbanen Regionen.
| Zensusjahr | Einwohnerzahl |
| ---------- | ------------- |
| 2011       | 209.312       |
| 2016       | 228.532       |